# ローレン・リー・スミス
ローレン・リー・スミス（Lauren Lee Smith、1980年6月19日 - ）は、カナダブリティッシュコロンビア州バンクーバー出身の女優。

## 経歴
幼少期はドキュメンタリー作家だった養父の影響で家族とともに各地を転々とする生活を送る。
14歳でモデルとしてのキャリアをスタート。
2000年、シルヴェスター・スタローン主演の『追撃者』に僅かながら出演し、俳優としてのキャリアも開始させる。
2001年からはTVドラマ『ミュータントX』に出演し、12話の『光と闇の分身』でジェミニ賞にノミネート。この作品では髪の色は赤毛だったが、本来の髪の色は金髪である。
2005年公開の『寂しい時は抱きしめて』では劇場映画に初主演した。
2008年出演の『Helen』では、ＬＥＯ賞を受賞した。
スレンダー体型だが、ヌードになった作品の多い女優であり、『寂しい時は抱きしめて』、『ザ・フィクサー』、『ドクターズ・ハイ』ではバストトップを披露しており、『Lの世界』ではレズビアンシーンを演じた。

## 私生活
2009年4月9日に写真家のエリック・ステイングローヴァー(Erik Steingröver)と結婚。

## 主な出演作品

### 映画
- 追撃者 (2000年)
- 寂しい時は抱きしめて (2005年)
- ザ・フィクサー (2006年)
- ラストキス (2006年)
- アートスクール・コンフィデンシャル (2006年)
- ドクターズ・ハイ (2008年)
- Helen (2008年)
- ブライアン・シンガーの トリック・オア・トリート (2009年)
- 家族のけんか (2010年)
- ヒンデンブルグ　第三帝国の陰謀 (2011年)
- ワールド・オン・ファイアー (2012年)
- イフ・アイ・ステイ 愛が還る場所 (2014年)
- シェイプ・オブ・ウォーター (2017年)

### テレビドラマ
- ダークエンジェル (2000年) pilot版にゲスト出演
- ミュータントX (2001年 -2003年) 第1 - 第2シーズン
- デッド・ゾーン (2004年) 第3シーズンにゲスト出演。
- Lの世界 (2004年 - 2006年) 第1シーズン - 第3シーズンに準レギュラー出演
- ブレイド　ブラッド・オブ・カソン (2006）ゲスト出演
- CSI:科学捜査班 (2008年 - 2009年) 第9シーズン
- リスナー　心を読む青い瞳 (2011年 - 2014年 ) 第2シーズン - 第5シーズン